# Resolutie 731 Veiligheidsraad Verenigde Naties
Resolutie 731 van de Veiligheidsraad van de Verenigde Naties werd unaniem aangenomen op 21 januari 1992.

## Achtergrond
Op 21 december 1988 stortte Pan Am vlucht 103 na een bomexplosie neer boven het Schotse plaatsje Lockerbie. Het onderzoek leidde tot twee agenten van de Libische geheime dienst. Libië weigerde mee te werken aan het onderzoek en de twee uit te leveren. Daarom legde de VN-Veiligheidsraad het land later dat jaar middels resolutie 748 een wapen- en luchtvaartembargo op. 
Pas tegen het einde van de jaren 1990 veranderde de houding van Libië. In 1999 werden de twee uitgeleverd en in 2001 werden ze in Nederland berecht, volgens Schots recht.
Op 19 september 1989 werd een Frans vliegtuig van Union de Transports Aériens opgeblazen boven Niger. Ook deze aanslag bleek door Libië te zijn geleid.

## Inhoud
De Veiligheidsraad:
- ontstemd over het aanhoudende internationale terrorisme waarbij ook landen direct of indirect betrokken zijn;
- is erg bezorgd over alle illegale acties tegen de internationale burgerluchtvaart en bevestigt het recht van alle landen om hun burgers hiertegen te beschermen;
- bevestigt resolutie 286 (1970) die landen opriep maatregelen te nemen tegen de verstoring van de luchtvaart;
- bevestigt ook resolutie 635 (1989) die acties tegen de veiligheid van de luchtvaart veroordeelde en alle landen opriep hiertegen samen te werken;
- herinnert aan de verklaring van zijn voorzitter in 1988 die de vernietiging van Pan Am vlucht 103 veroordeelde en alle landen oproep de verantwoordelijken te berechten;
- is erg bezorgd over de resultaten van de onderzoeken die in de richting van de Libische overheid wijzen;
- is vastbesloten om internationaal terrorisme uit te roeien;

1. veroordeelt de vernietiging van Pan Am vlucht 103 en Union de Transports Aériens-vlucht 772 en het verlies van honderden levens;
2. betreurt dat de Libië nog niet antwoordde op de verzoeken om samen te werken om de verantwoordelijken te vinden;
3. dringt er bij Libië op aan om snel te antwoorden;
4. vraagt de secretaris-generaal medewerking van Libië te zoeken;
5. dringt er bij alle landen op aan om Libië apart en gezamenlijk aan te sporen tot antwoorden;
6. besluit om op de hoogte te blijven.

## Verwante resoluties
- Resolutie 635 Veiligheidsraad Verenigde Naties (1989)
- Resolutie 748 Veiligheidsraad Verenigde Naties
- Resolutie 883 Veiligheidsraad Verenigde Naties (1993)

Lijst ·  726 ·  727 ·  728 ·  729 ·  730 ·  731 ·  732 ·  733 ·  734 ·  735 ·  736 ·  737 ·  738 ·  739 ·  740 ·  741 ·  742 ·  743 ·  744 ·  745 ·  746 ·  747 ·  748 ·  749 ·  750 ·  751 ·  752 ·  753 ·  754 ·  755 ·  756 ·  757 ·  758 ·  759 ·  760 ·  761 ·  762 ·  763 ·  764 ·  765 ·  766 ·  767 ·  768 ·  769 ·  770 ·  771 ·  772 ·  773 ·  774 ·  775 ·  776 ·  777 ·  778 ·  779 ·  780 ·  781 ·  782 ·  783 ·  784 ·  785 ·  786 ·  787 ·  788 ·  789 ·  790 ·  791 ·  792 ·  793 ·  794 ·  795 ·  796 ·  797 ·  798 ·  799